# The Iron Savages
The Iron Savages son un stable de lucha libre profesional que actualmente trabaja para All Elite Wrestling (AEW) y su promoción hermana Ring of Honor (ROH). El grupo está formado por Boulder y Bronson, que forman el tag team principal del grupo, y Jacked Jameson, que actúa como su mánager y ocasionalmente lucha como su compañero en combates como tríos.

## Historia

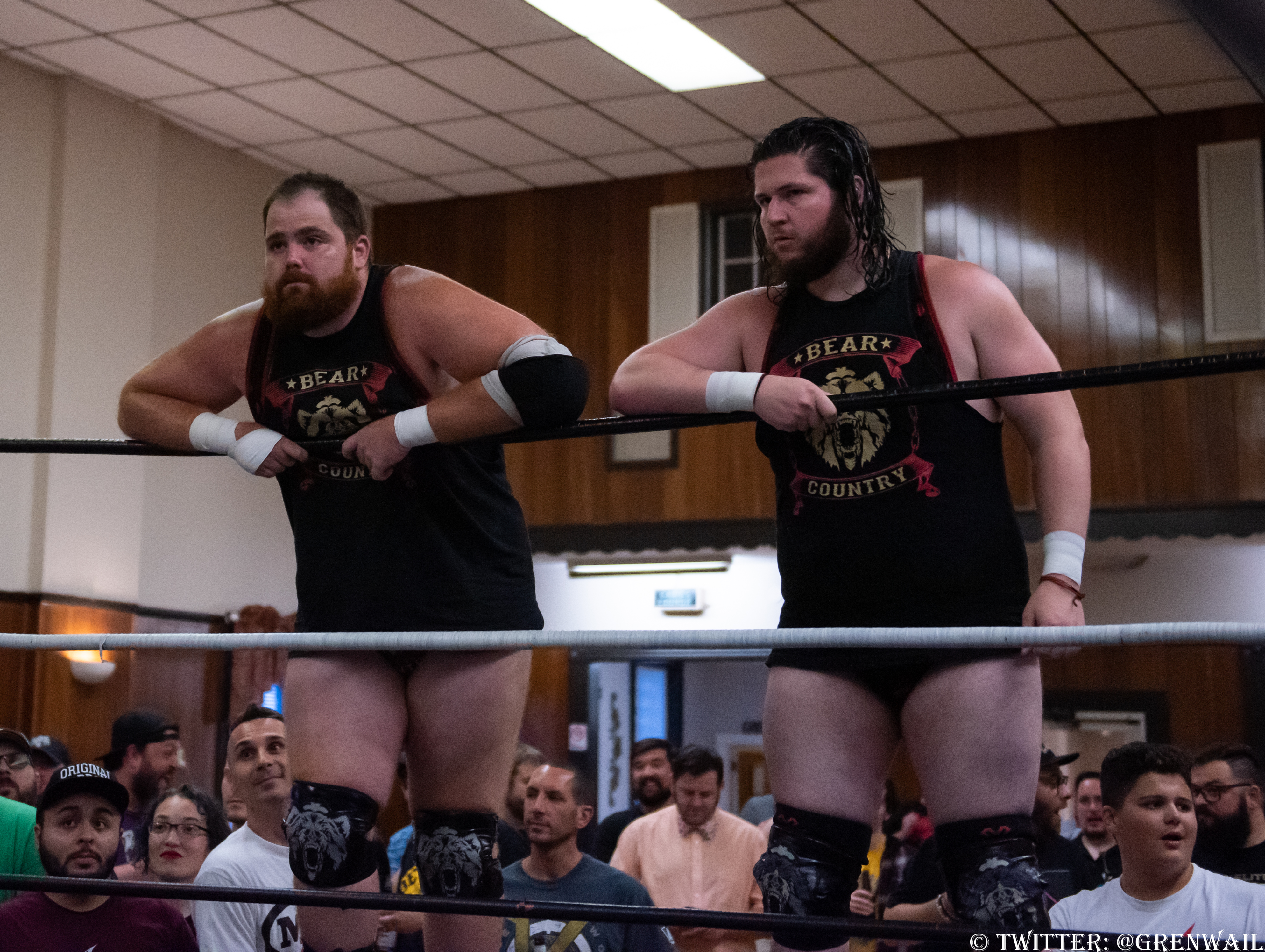
Bear Country en julio de 2019.

### Primeros años de carrera (2017-2019)
Bear Bronson es oriundo del norte del estado de Nueva York, mientras que Boulder es de Nueva Jersey. La identidad del equipo y su nombre original, Bear Country, han estado estrechamente vinculados a la naturaleza salvaje que rodea el lugar de origen de Bronson. Los dos luchadores formaron equipo por primera vez en 2017, haciendo apariciones únicas tanto en Combat Zone Wrestling como en Limitless Wrestling. Luego, el equipo se convirtió en miembros regulares de Chaotic Wrestling en 2018 y ganó el Campeonato de Parejas de Chaotic Wrestling más tarde ese año. El equipo se unió a Beyond Wrestling en 2019 y comenzó a atraer mayor atención de los fanáticos. Los combates notables incluyeron victorias sobre Santana & Ortiz, The Butcher & The Blade, y The Beaver Boys. En 2019, Bear Country comenzó a viajar por Estados Unidos para aparecer en varias promociones independientes. Después de una parada en Black Label Pro, el equipo se convirtió en campeón en parejas de Xtreme Wrestling Alliance. Finalmente, el dúo regresó a CZW para una temporada de tiempo completo.

### All Elite Wrestling / Ring of Honor (2020-presente)
Bear Country debutó en All Elite Wrestling en un episodio de AEW Dark en diciembre de 2020 perdiendo ante The Dark Order. La semana siguiente, Bronson y Boulder aparecieron nuevamente en Dark, esta vez enfrentándose a Jurassic Express, siendo derrotados. En mayo de 2021, el equipo firmó oficialmente con el roster de AEW. El 22 de agosto de 2022, AEW presentó un registro de marca para un nuevo nombre. El equipo regresó al día siguiente, nuevamente en AEW Dark, y derrotó al equipo de Vary Morales y Levis Valenzuela. También presentaron a su nuevo mánager, JT Davidson. Davidson dejaría el grupo en abril de 2023, lo que Boulder dijo en una entrevista en 2024 se debía a problemas de salud persistentes. En mayo de 2023, los Iron Savages debutaron en la promoción asociada de AEW, Ring of Honor, contra Peter Avalon y Ryan Nemeth de The Wingmen, los Iron Savages fueron escoltados al ring por el nuevo miembro Jacked Jameson en un esfuerzo victorioso. Al mes siguiente, el trío desafió a Mogul Embassy por el Campeonato Mundial de Parejas de Seis Hombres de ROH, pero no tuvo éxito. Los Iron Savages hicieron su debut en Collision el 12 de agosto de 2023 perdiendo ante The Acclaimed. El equipo apareció en Collision nuevamente la semana siguiente, en un partido de tríos contra Juice Robinson y The Gunns, pero perdieron.

## Campeonatos y logros
- Chaotic Wrestling
  - Chaotic Wrestling Tag Team Championship (1 vez)
- Extreme Wrestling Alliance
  - EWA Tag Team Championship (1 vez)
- Pro Wrestling Illustrated
  - Equipo del año en el puesto n.° 76 (2022)
- WrestlePro
  - WrestlePro Tag Team Championship (1 vez)